# Andesiana neurotenes
Andesiana neurotenes är en fjärilsart som beskrevs av Turner 1932. Andesiana neurotenes ingår i släktet Andesiana och familjen träfjärilar. Inga underarter finns listade i Catalogue of Life.